# Ricardo Jiménez
Ricardo Adán Jiménez de Alba (ur. 17 listopada 1984 w Guadalajarze) – meksykański piłkarz występujący na pozycji środkowego obrońcy, obecnie zawodnik Atlante.

## Karirera klubowa
Jiménez pochodzi z miasta Guadalajara i jest wychowankiem akademii juniorskiej tamtejszej drużyny Club Atlas. W połowie 2004 roku, nie mając szans na grę w seniorskim zespole, odszedł na wypożyczenie do drugoligowego Club Celaya, gdzie grał przez rok bez większych sukcesów. Bezpośrednio po tym został wypożyczony po raz kolejny, tym razem na pół roku do Petroleros de Salamanca, również występującego w drugiej lidze, pełniąc rolę kluczowego zawodnika ekipy. W styczniu 2006 udał się na wypożyczenie do zespołu Jaguares de Chiapas z siedzibą w Tuxtla Gutiérrez, w którego barwach za kadencji szkoleniowca Luisa Fernando Teny zadebiutował w meksykańskiej Primera División, 15 marca 2006 w wygranym 1:0 meczu z Tecos UAG. Po upływie sześciu miesięcy powrócił do Atlasu, z którym w 2008 roku zajął drugie miejsce w rozgrywkach kwalifikacyjnych do Copa Libertadores – InterLidze. Pierwszą bramkę w najwyższej klasie rozgrywkowej zdobył natomiast 3 kwietnia 2010 w zremisowanym 3:3 domowym spotkaniu z Atlante, a ogółem barwy Atlasu reprezentował przez niemal sześć lat, pełniąc jednak prawie wyłącznie funkcję rezerwowego stopera.
Wiosną 2012 Jiménez przeszedł do zespołu Atlante FC z siedzibą w mieście Cancún, gdzie mimo początkowego pewnego miejsca w pierwszym składzie po kilku miesiącach został relegowany do roli rezerwowego. Na początku 2013 roku na zasadzie wypożyczenia zasilił walczący o utrzymanie w najwyższej klasie rozgrywkowej klub San Luis FC z siedzibą w mieście San Luis Potosí, gdzie występował przez pół roku.
| Sezon     | Klub                    | Kraj   | Rozgrywki  | Mecze | Bramki |
| --------- | ----------------------- | ------ | ---------- | ----- | ------ |
| 2004/2005 | Club Celaya             | Meksyk | Ascenso MX | 18    | 0      |
| 2005/2006 | Petroleros de Salamanca | Meksyk | Ascenso MX | 16    | 0      |
| 2005/2006 | Jaguares de Chiapas     | Meksyk | Liga MX    | 1     | 0      |
| 2006/2007 | Club Atlas              | Meksyk | Liga MX    | 1     | 0      |
| 2007/2008 | Club Atlas              | Meksyk | Liga MX    | 12    | 0      |
| 2008/2009 | Club Atlas              | Meksyk | Liga MX    | 17    | 0      |
| 2009/2010 | Club Atlas              | Meksyk | Liga MX    | 17    | 1      |
| 2010/2011 | Club Atlas              | Meksyk | Liga MX    | 20    | 1      |
| 2011/2012 | Club Atlas              | Meksyk | Liga MX    | 7     | 1      |
| 2011/2012 | Atlante FC              | Meksyk | Liga MX    | 17    | 0      |
| 2012/2013 | Atlante FC              | Meksyk | Liga MX    | 6     | 0      |
| 2012/2013 | San Luis FC             | Meksyk | Liga MX    | 8     | 1      |
| 2013/2014 | Atlante FC              | Meksyk | Liga MX    |       |        |